# Jug band

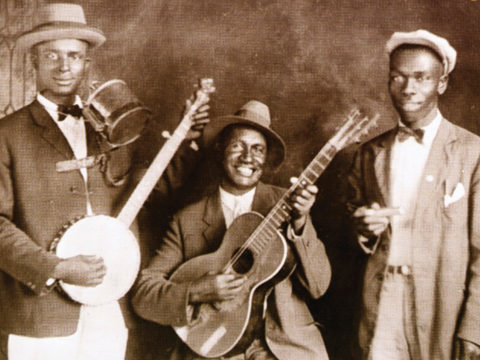
La Cannon's Jug Stompers di Gus Cannon (a sin. nella foto) intorno al 1928

Una jug band è un gruppo musicale costituito da un suonatore di jug (sorta di bottiglione) ed un mix di suonatori di strumenti tradizionali ed autocostruiti. Questi strumenti autocostruiti sono oggetti ordinari adattati o modificati per emettere suoni, come il bidofono, il washboard, i cucchiai, il pettine con la carta velina (kazoo). Il termine jug band è usato in un'accezione più ampia per indicare gruppi che comprendono anch'essi strumenti autocostruiti ma che sono chiamati più accuratamente skiffle band, spasm band o juke band, perché non vi è alcun suonatore di jug.
Nelle prime jug band, chitarre e mandolini erano spesso costruiti a partire dai manici di chitarre rotte, legate a grosse zucche. Le zucche venivano spiattate su un lato, con un buco per propagare il suono, prima di farle seccare. I banjo erano spesso costruiti con un manico di chitarra e una tortiera.
Il suonatore di jug prende la bottiglia (usualmente fatta di vetro o di terracotta) e fa delle pernacchie con le labbra alla distanza di circa tre centimetri. Come negli ottoni, cambi di altezza delle note sono controllati alterando la tensione delle labbra ed un suonatore esperto può avere fino a due ottave di estensione.
Ci sono molte similitudini con il didgeridoo ma non c'è contatto tra il jug e le labbra del suonatore. Alcuni suonatori usano vocalizzazioni di gola assieme con la vibrazione delle labbra, come nel didgeridoo.